# Heleen Andriessen
Heleen Andriessen   (Haarlem, 11 de maig de 1921 - Venlo, 9 d'agost de 2000) va ser una flautista, pianista i artista neerlandesa.
El seu pare era el compositor Hendrik Andriessen, la seva mare pianista Johanna Justina (Tine) Anschütz, la mare de la qual era Helena Auguste (Laura era germana de Hendrik). Heleen volia ser pianista, però el seu pare pensava que ja n'hi havia prou. Anà per a la flauta. Va estudiar al Conservatori d'Utrecht. El seu pare li va escriure per a les seves Variacions sobre un tema de Couperin com un projecte de graduació. Va fer diversos concerts al final de la Segona Guerra Mundial, també untament amb altres Andriessens. El 4 de gener de 1947 es va casar amb Lodewijk (Louis, Loek) van der Grinten Jr., un químic i besnet de Lodewijk van der Grinten.
D'aquest matrimoni van venir de nou els músics:
- Frans van der Grinten (1947, violoncel)
- Hennie van der Grinten (1947, oboè)
- Eugénie van der Grinten (1949, flauta)
- Gijs van der Grinten (n. 1949, violí)

Després de la mort de Loek van der Grinten es va casar amb Johannes Baptist (Jan) Joosten. Durant algun temps van formar el "Quartet Van der Grinten", més tard el conjunt Gemini, que també incloïa el violinista Maarten Veeze (marit d'Eugénie) i el pianista Tilly Keesen.
Juntament amb la filla Eugénie va portar el mètode de flauta per als principiants de Wilhelm Popp de nou a l'atenció dels estudiants.